# Zodiaco (Michele Bravi)
Zodiaco è un singolo del cantante italiano Michele Bravi, pubblicato il 27 maggio 2022.

## Video musicale
Il video musicale, diretto dallo stesso Bravi e Roberto Chierici e girato sull’isola La Maddalena, è stato pubblicato il 30 maggio 2022 sul canale YouTube del cantante.

## Tracce
Testi di Davide Petrella e Federica Abbate, musiche di Francesco Catitti.
1. Zodiaco – 3:12